# 피테오시

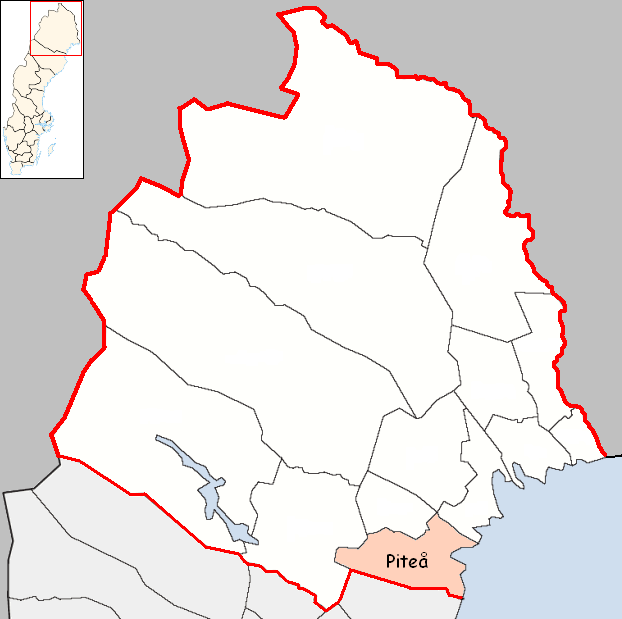
피테오시의 위치

피테오시(스웨덴어: Piteå kommun)는 스웨덴 노르보텐주에 위치한 지방 자치체로 행정 중심지는 피테오이며 면적은 4,680.52 km2, 인구는 41,904명(2016년 12월 31일 기준), 인구 밀도는 9.0명/km2이다.

시 문장